# حیات وحش جنوبگان

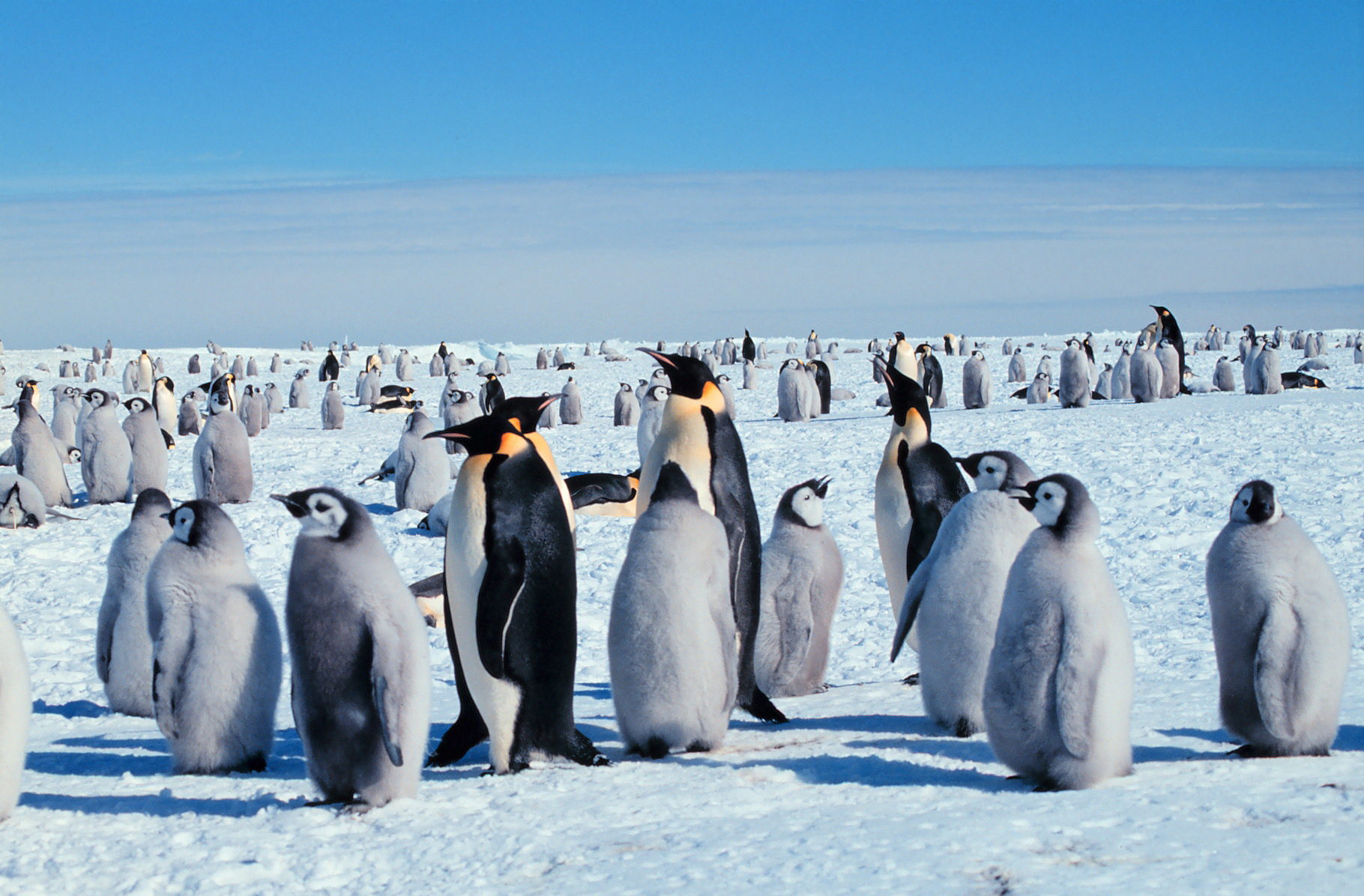
پنگوئن‌های امپراتور تنها حیواناتی در سرزمین اصلی جنوبگان هستند که در زمستان تولید مثل می‌کنند.

حیات وحش جنوبگان شدیددوست است و با خشکی، دمای پایین و در معرض بودن بالایی که در جنوبگان شایع می‌باشد، سازگار گشته است. با این حال و در این شرایط سخت، نه تنها حیات یافت می‌شود، بلکه پررونق نیز هست. این قاره تنها قاره زمین است که حیات گیاهی قابل توجه و پستاندار زمینی، دوزیست یا خزنده ندارد. بجای آن، جنوبگان جایگاه طیفی از حیات وحش دریایی و پرندگان از جمله پنگوئن است که رایج‌ترین پرنده در این قاره می‌باشد.